# EZ81

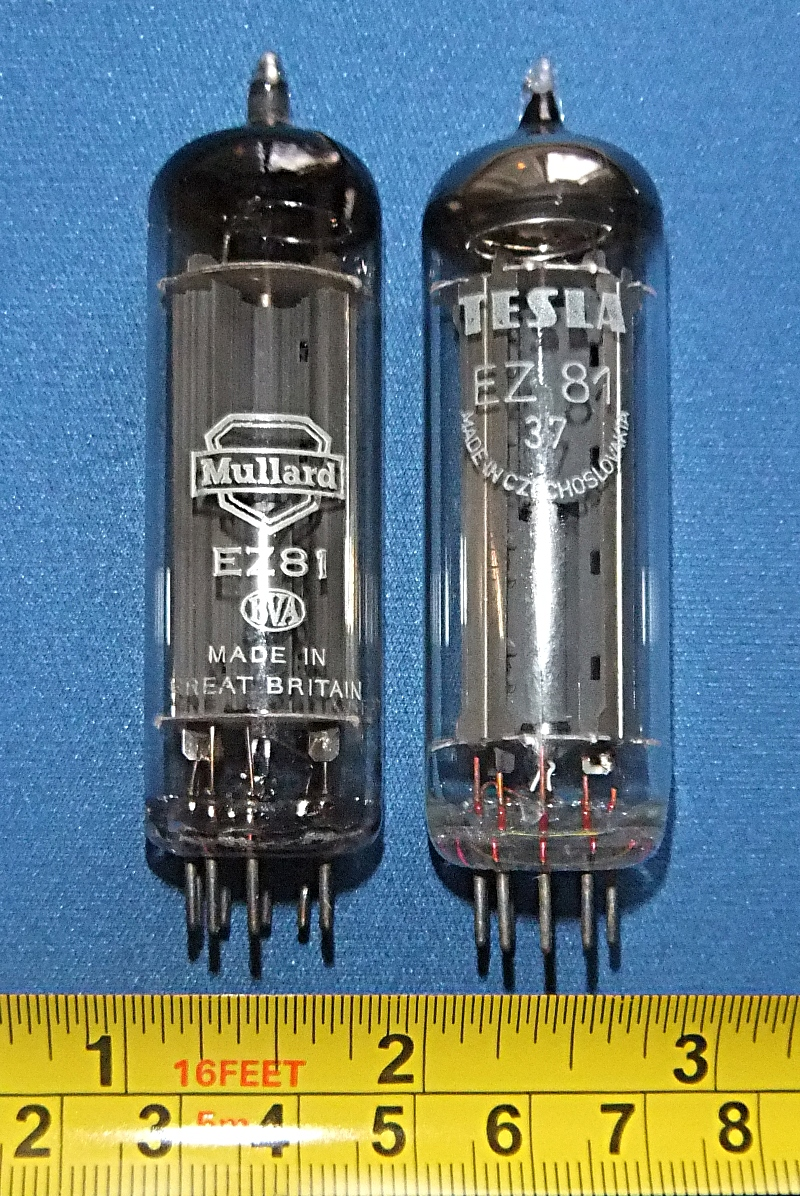
EZ81

La vàlvula EZ81 és una vàlvula rectificadora biplaça amb base miniatura de 9 potes (B9A). Els seus equivalents són: 6CA4, CV5072 i U709.

## Especificacions
La EZ81 té un voltatge i consum de filament de 6,3 V 1A, amb un voltatge màxim de plaques de 350V i una intensitat màxima de 150mA. Té una vàlvula gairebé idèntica però per ser utilitzada amb menors intensitats, la vàlvula EZ80, que té un voltatge i consum de filament de 6,3 V 0,6 A, amb un voltatge màxim de plaques de 350V i una intensitat màxima de 90mA. Les connexions dels seus pins són les següents: 

Pin 1: Anode 1 

Pin 2: No contectar 

Pin 3: càtode 

Pin 4: Filament 

Pin 5: Filament 

Pin 6: No connectar 

Pin 7: Anode 2 

Pin 8: No connectar 

Pin 9: No connectar 

## Aplicacions
La EZ81 i la EZ80 van ser molt populars com rectificadores de ràdios a vàlvules amb transformador d'alimentació. En l'actualitat se segueixen usant en amplificadors hi-fi valvulars o amplificadors valvulars de guitarra de baixa potència.